# Locked Up
Locked Up är den senegalesiska rapparen Akons debutsingel, utgiven 2003 och hämtad från albumet Trouble.